# Spiaggia rosa
Spiaggia Rosa je plaža koja se nalazi u Cala di Roto, jugoistočno od otoka Budelli u otočju Maddalena. Svoje ime duguje karakterističnoj ružičastoj boji pijeska, zbog prisutnosti vapnenačkih ljuštura Miniacina miniacea, krednjaka čije se stanište nalazi na organskim supstratima, uključujući rizome Posidonia oceanica, najvažnijeg morskog fanerogama Sredozemnog mora. U sastavu pijeska (i iznad i ispod površine), postotak kostura morskih mikroorganizama (bijeli i ružičasti) je vrlo visok, do 80-90%, usporediv s onim na tropskim koraljnim plažama (gdje, međutim, kalcijev karbonat potječe uglavnom iz fragmenata koralja).
Plaža je uključena u Zonu A (puna zaštita) Nacionalnog parka otočja Maddalena, a od 1994. (godine osnivanja parka) pristup, tranzit, parkiranje i kupanje su zabranjeni; Budući da je zabranjeno šetati plažom, njezinim se bojama moguće diviti samo s mora. Samostalna plovidba je moguća ako je spora i do ruba bova koje su postavljene cca 70 metara od obale na kraju zaljeva. Osim što su ga posjetitelji nesvjesno uklanjali, specijalni pijesak je bio i predmet krađe, zbog čega je kasnije proglašen zaštićenim područjem. Planirano je stvoriti besplatnu uslugu virtualnog posjeta kako biste cijenili ljepote arhipelaga čak i iz daljine.

## Vanjske poveznice
|  | Zajednički poslužitelj ima još gradiva o temi Spiaggia rosa |

- La spiaggia rosa sul sito del parco. Inačica izvorne stranice arhivirana 27. ožujka 2008. Pristupljeno 10. ožujka 2025.